# Jogos Pan-Americanos de Inverno de 1990
Os Jogos Pan-Americanos de Inverno de 1990 ocorreram em Las Leñas, Argentina e tiveram a cerimônia de abertura em 16 de Setembro e o encerramento em 22 de Setembro de 1990.

## História
Os jogos Pan-Americanos de Inverno deveriam ter nascido junto com a primeira edição de verão, em 1951, em Buenos Aires, mas a falta de interesse dos países do continente não levou a ideia à frente. A possível cidade a ser escolhida para a realização desta primeira edição seria Lake Placid, nos Estados Unidos, que já tinha a experiência de ter sediado Jogos Olímpicos de Inverno em 1932.
Em 1959, a cidade de Chicago recebeu o Pan-Americano de Verão, enquanto que Nova Iorque tentou buscar apoio para realizar a primeira edição do Pan de Inverno, mais uma vez sem sucesso.
No ano de 1987, por mais uma ocasião de disputa de Pan-Americano nos Estados Unidos, dessa vez em Indianápolis, levantou-se novamente a ideia do Pan-Americano de Inverno, fato que somente viria a ser concretizado um ano depois, por ocasião da realização dos Jogos Olímpicos de Inverno de 1988 em Calgary, no Canadá.

### Adiamento
Previstos para acontecerem em 1989, os primeiros Jogos Pan-Americanos tiveram de ser adiados por um ano devido à falta de condições meteorológicas favoráveis para a realização da maior parte dos esportes: faltou neve.
O evento ocorreu em 1990, contudo a falta de neve levou ao cancelamento de parte dos eventos e somente eventos de esqui alpino foram realizados.

## Os Jogos

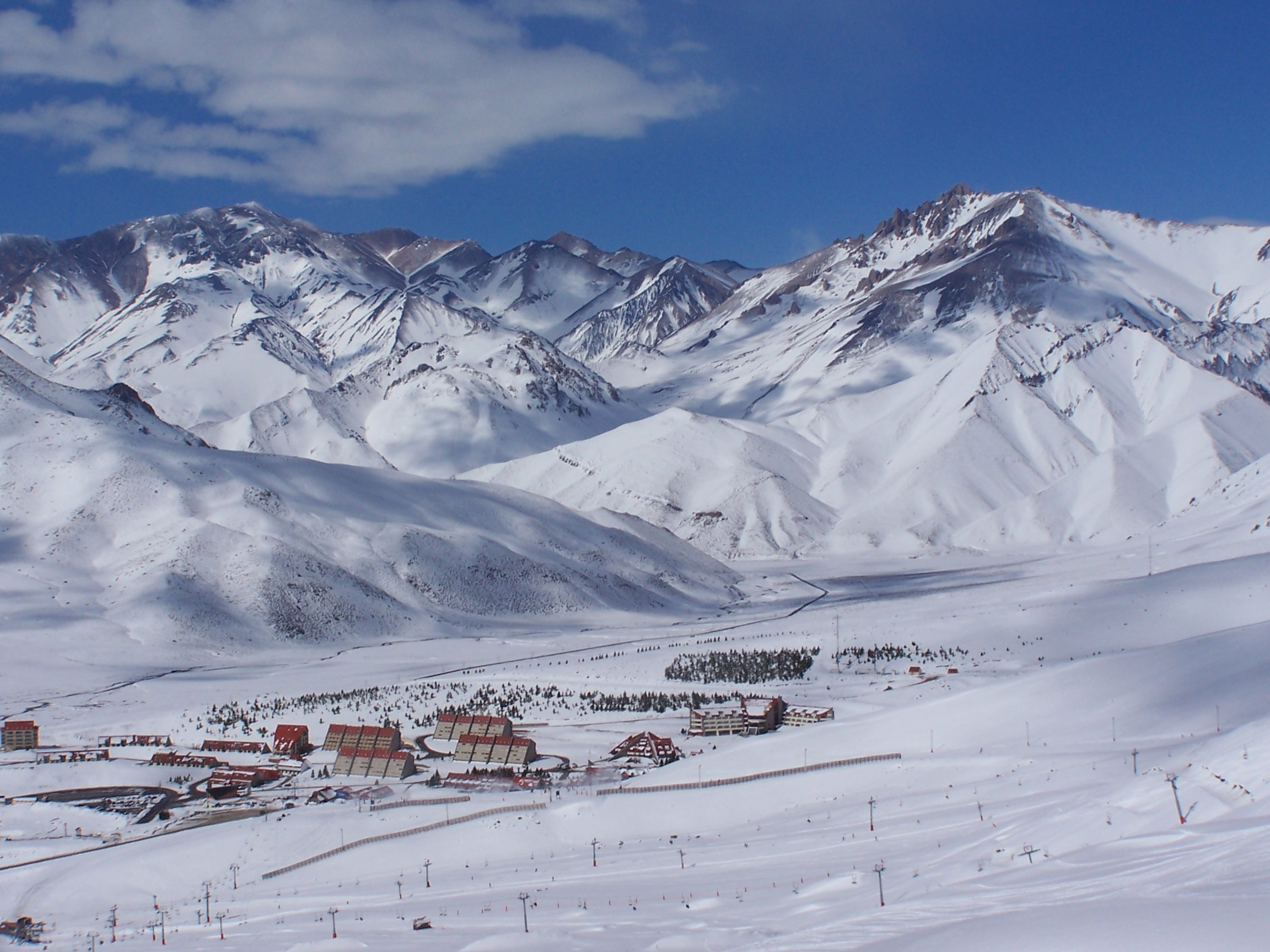
Las Leñas, montanhas do lugar na Argentin

Apenas oito países enviaram 97 atletas para Las Leñas. Desse total, 76 eram de apenas três países: Argentina, Canadá e Estados Unidos.
No dia 16 de setembro, Néstor Lowel, prefeito de Las Leñas recebeu a Bandeira Olímpica de Antonio Rodríguez, então presidente do Comitê Olímpico Argentino. Aristeo Benavídez, esquiador alpino que representou a Argentina nos Jogos Olímpicos de Inverno de 1952, acendeu a pira olímpica depois que o governador José Octavio Bordón declarou oficialmente abertos os jogos. A esquiadora Carolina Eiras, que havia representado a Argentina nos Jogos Olímpicos de Inverno de 1988 e seria porta-bandeira em 1992, fez o Juramento Olímpico.
O tempo estava excepcionalmente quente e novamente havia pouca neve, então apenas três eventos de esqui alpino - o Slalom downhill, o Slalom gigante e o Super-G foram realizados. Os Estados Unidos e o Canadá conquistaram todas as 18 medalhas.

## Países participantes

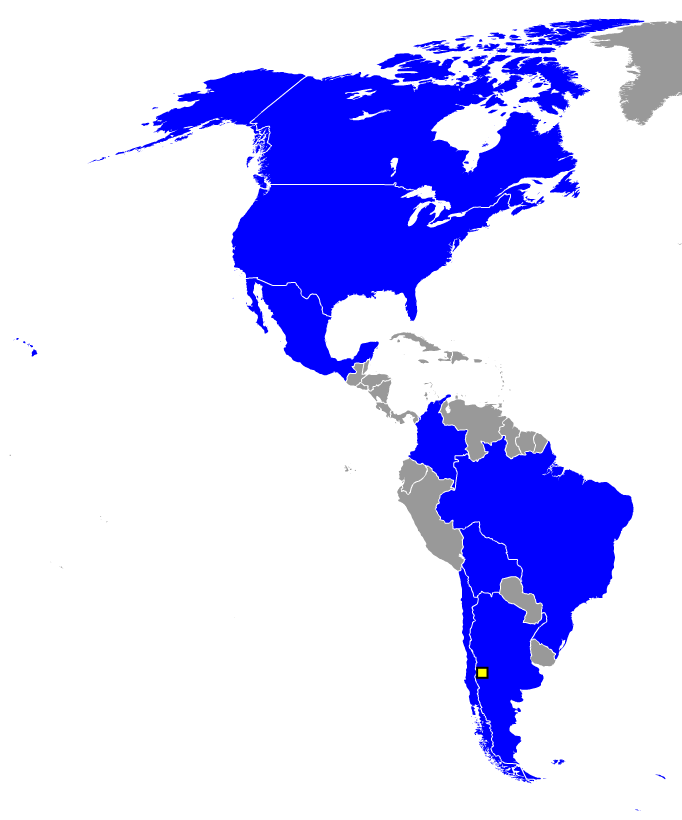
Os países que participaram dos Jogos Pan-Americanos de Inverno de 1990.

| - Argentina (país-sede) - Bolívia - Brasil - Canadá | - Chile - Colômbia - Estados Unidos - México |

## Esportes
Em parênteses o número de eventos.
- Esqui alpino (6)
  - Slalom (2)
  - Slalom gigante (2)
  - Supergigante (2)

## Quadro de medalhas
| Quadro de medalhas/ Las Leñas 1990 |                |                 |                  |                   |       |
| Pos                                | País           | Medalha de ouro | Medalha de prata | Medalha de bronze | Total |
| 1                                  | Estados Unidos | 4               | 2                | 5                 | 11    |
| 2                                  | Canadá         | 2               | 4                | 1                 | 7     |
|                                    | Argentina      | 0               | 0                | 0                 | 0     |
| Bolívia                            | 0              | 0               | 0                | 0                 |       |
| Brasil                             | 0              | 0               | 0                | 0                 |       |
| Chile                              | 0              | 0               | 0                | 0                 |       |
| Colômbia                           | 0              | 0               | 0                | 0                 |       |
| México                             | 0              | 0               | 0                | 0                 |       |

## Lista de Medalhistas
- Fonte:Olympedia.org/[5]

Slalom Downhill
| Pos.              | Atleta        | Notas |
| ----------------- | ------------- | ----- |
| Medalha de ouro   | Brian Stemmle |       |
| Medalha de prata  | Rob Boyd      |       |
| Medalha de bronze | A.J. Kitt     |       |

| Pos.              | Atleta        | Notas |
| ----------------- | ------------- | ----- |
| Medalha de ouro   | ?             |       |
| Medalha de prata  | Lucie Laroche |       |
| Medalha de bronze | Hilary Lindh  |       |

Slalom gigante
| Pos.              | Atleta       | Notas |
| ----------------- | ------------ | ----- |
| Medalha de ouro   | Jeff Olson   |       |
| Medalha de prata  | ?            |       |
| Medalha de bronze | Jeremy Nobis |       |

| Pos.              | Atleta            | Notas |
| ----------------- | ----------------- | ----- |
| Medalha de ouro   | Diann Roffe       |       |
| Medalha de prata  | Nancy Gee         |       |
| Medalha de bronze | Michelle McKendry |       |

Supergigante
| Pos.              | Atleta       | Notas |
| ----------------- | ------------ | ----- |
| Medalha de ouro   | A.J. Kitt    |       |
| Medalha de prata  | Tommy Moe    |       |
| Medalha de bronze | Jeremy Nobis |       |

| Pos.              | Atleta             | Notas |
| ----------------- | ------------------ | ----- |
| Medalha de ouro   | Krista Schmidinger |       |
| Medalha de prata  | Nancy Gee          |       |
| Medalha de bronze | Julie Parisien     |       |